# Борозна Медузи

Борозна Медузи

Формація Борозни Медузи (англ. Medusae Fossae Formation) — велике геологічне утворення ймовірного вулканічного походження на планеті Марс. Він названий на честь Медузи з грецької міфології. "Fossae" латиною означає "рови". Утворення являє собою сукупність м’яких, легко еродованих відкладень, які переривчасто простягаються на більш ніж 5000 км вздовж екватора Марса. Його грубо сформовані регіони простягаються на південь від гори Олімп до Аполлінарія Патри, з меншою додатковою областю ближче до кратера Гейл.
Загальна площа формації дорівнює 20% розміру континентальної частини США. Він розділений на три субодиниці (члени), які всі вважаються амазонським віком, наймолодшою епохою в геологічній історії Марса. Утворення простягається на межі нагір’я та низовини поблизу вулканічних районів Тарсис і Елізіум і простягається через п’ять чотирикутників: Амазоніс, Фарсіс, Мемнонія, Елізіум і Еоліс.

## Інтернет-ресурси
- Graphical image of the geographical extent of the Medusae Fossae Formation, Nature Communications